# Osokorky (metrostation)
Osokorky (Oekraïens: Осокорки, ⓘ) is een station van de metro van Kiev. Het station werd geopend op 30 december 1992 en was twee jaar lang het zuidoostelijke eindpunt van de Syretsko-Petsjerska-lijn. Het metrostation bevindt zich op de linkeroever van de Dnjepr, onder het verkeersplein waar de Prospekt Mykoly Bazjana (Mykola Bazjanlaan) en de Dniprovska naberezjna (Dnjeprkade) elkaar kruisen. Zijn naam dankt station Osokorky aan de gelijknamige wijk waarin het gelegen is.
Het station is ondiep gelegen en beschikt over een perronhal met een gewelfd plafond. Op het eilandperron zijn twee fonteinen opgesteld. Aan beide uiteinden van het station leiden uitgangen naar voetgangerstunnels onder het bovenliggende verkeersplein.